# Antonopol (Tumiłowicze)
Antonopol – obecnie część wsi Tumiłowicze na Białorusi, w obwodzie witebskim, w rejonie dokszyckim, w sielsowiecie Tumiłowicze.
Dawnej samodzielna miejscowość.

## Historia
W czasach zaborów w granicach Imperium Rosyjskiego.
W dwudziestoleciu międzywojennym folwark Antonopol leżał w Polsce, w województwie wileńskim, w powiecie duniłowickim, a od 1926 w powiecie dziśnieńskim, w gminie Dokszyce.
Według Powszechnego Spisu Ludności z 1921 roku zamieszkiwało tu 16 osób, 15 było wyznania rzymskokatolickiego, a 1 prawosławnego. Jednocześnie wszyscy mieszkańcy zadeklarowali polską przynależność narodową. Były tu 2 budynki mieszkalne. W 1931 w 4 domach zamieszkiwały 34 osoby.
W miejscowości od 1925 była umiejscowiona strażnica KOP „Antonopol”. W 1932 roku obsada strażnicy zakwaterowana była w budynku KOP